# Thomas Grosser
Thomas Grosser (* 10. April 1965 in München; † 12. Februar 2008 in Unterhaching) war ein deutscher Fußballspieler. 
Nachdem er in den Jugendabteilungen des FC Bayern München und des TSV Forstenried gespielt hatte, kam Grosser 1983 zur SpVgg Unterhaching. Mit Unterhaching wurde der Mittelfeldspieler 1988 und 1989 Meister der damals drittklassigen Bayernliga. Dabei schaffte er mit dem Verein 1989 den Aufstieg in die 2. Fußball-Bundesliga. Dort absolvierte in der Saison 1989/90 26 Spiele (ein Tor) für seinen Verein, der zum Ende der Saison als Tabellenletzter wieder abstieg.
Später war Grosser für zehn Jahre Spielführer der Senioren B und engagierte sich auch als Jugendtrainer.
Thomas Grosser starb im Alter von 42 Jahren während eines Hallentrainings. Er brach plötzlich zusammen und konnte nicht mehr wiederbelebt werden. Er hinterließ seine Frau und drei Kinder. Grosser war der Sohn des früheren Unterhaching-Trainers und seinerzeitigen Vizepräsidenten Peter Grosser, dem zweifachen Nationalspieler und Kapitän der Meistermannschaft 1966 des TSV 1860 München. Sein Bruder Peter starb bereits 1979 im Alter von 19 Jahren an den Folgen eines Verkehrsunfalls.